# Bhogarahalli, Hassan
Bhogarahalli là một làng thuộc tehsil Hassan, huyện Hassan, bang Karnataka, Ấn Độ.